# Ауэл, Джин
Джин Мэри Ауэл (англ. Jean Marie Auel; род. 18 февраля 1936[…], Чикаго, Иллинойс) — американская писательница. Автор книжной серии «Дети Земли», состоящей из шести романов рассказывающих о жизни и приключениях Эйлы, женщины — кроманьонки. События гексалогии происходят в доисторической Европе и исследуют человеческую деятельность этого периода, в частности, описывают и отношения между кроманьонцами и неандертальцами. В мире продано более 45 млн экземпляров её книг.

## Биография
Родилась 18 февраля 1936 года в Чикаго. Имеет финские корни. Вторая из пяти детей маляра Нила Соломона Унтинена и Марты Унтинен, урождённой Виртанен. В 1976 году получила степень магистра делового администрирования в Университете Портленда. Также училась в Университете Мену и Колледже Маунт Вернон. Будучи студенткой, стала членом организации «Mensa», объединяющей людей с высоким IQ. Работала на американскую компанию «Tektronix» (мировой лидер по производству измерительных приборов), где занимала должность клерка (1965—1966), конструктора монтажных плат (1966—1973), писателя технической литературы (1973—1974) и руководителя кредитной организации (1974—1976). Замужем за Рэем Бернардом Ауэлом, имеет пятерых детей. Живёт в Портленде.

## Творчество
В 1977 году Ауэл начала поиски информации о Ледниковом периоде для своей первой книги. Брала уроки выживания, чтобы научиться строить ледяные пещеры. Также с помощью эксперта Джинма Риггза овладела простейшими методами добывания огня, дубления кожи и обтесывания камня.
В 1980 году вышел первый роман серии «Дети Земли» — «Клан пещерного медведя». В 1983 году книга получила премию Ассоциации книготорговцев в категории «Лучший дебютный роман», а в 1986 году вышла экранизация романа с Дэрил Ханна в главной роли.
После коммерческого успеха первой книги, Ауэл получила возможность осуществить путешествия по местам стоянок древнего человека и пообщаться со многими экспертами. Писательница побывала на раскопках по всей Европе — от Франции до СССР. В 1986 году посетила и участвовала в финансировании конференции на тему происхождения современного человека в Школе американских исследований Санта Фе. Подружилась с Жаном Клоттесом, который исследовал пещеры Коске и Шове.
В 2008 году получила Орден Искусств и литературы Министерства культуры Франции.